# 1223
1223 (MCCXXIII) var ett normalår som började en söndag i den julianska kalendern.

## Händelser

### December
- December – Franciscus av Assisi förevisar den första kända julkrubban.

## Okänt datum
- Under kung Eriks omyndighetstid styrs Sverige av skarabiskopen Bengt, kanslern Kol och släktingar till kungen.
- Det första nordiska konventet för dominikanmunkar grundas i Lund.
- Ludvig VIII blir kung av Frankrike.
- Kung Valdemar Sejr av Danmark, som besatt Holstein och Mecklenburg, tillfångatas av Henrik av Schwerin och måste avstå från de tyska områdena.

## Födda
- Eleonora av Provence, drottning av England 1236–1272 (gift med Henrik III) (född omkring detta år)
- Jutta av Sachsen, drottning av Danmark 1241–1250, gift med Erik Plogpenning (född omkring detta år)

## Avlidna
- 14 juli – Filip II August, kung av Frankrike sedan 1180
- 15 september – Bjarne Kolbeinsson, skald och biskop på Orkneyöarna.